# Guglielmo Borremans

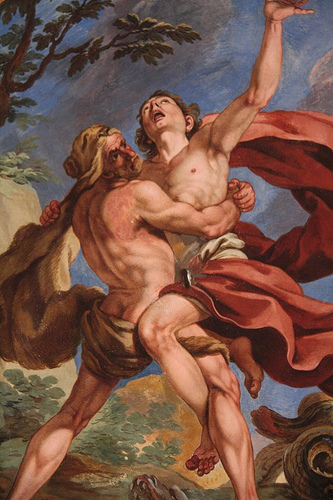
Escena mitològica

Guglielmo Borremans o Guglielmo Fiamingo (1670–1744) fou un pintor flamenc que treballà principalment a Itàlia, en particular a Nàpols, Cosenza i Sicília. Ací fou un dels pintors de frescs preeminents del barroc tardà de la primera meitat del segle xviii que rebé molts encàrrecs per decorar esglésies i palaus.

## Biografia
Se sap poc de la joventut i formació de Guglielmo Borremans. Es creu que nasqué a Anvers al 1670. Ací es formà amb el pintor d'història Peter van Lint al voltant del 1688-1689. Una pintura del Martiri de sant Andreu, anteriorment a la catedral de Sant Bavó de Gant és l'únic treball documentat que se li atribueix del temps que passà al seu país d'origen. Probablement no abandonà Flandes abans de finals del s. XVII. La darrera evidència de la presència de l'artista a Anvers es troba en els registres dels arxius de l'Acadèmia de Belles Arts d'Anvers, en què està enregistrat fins al 1693.

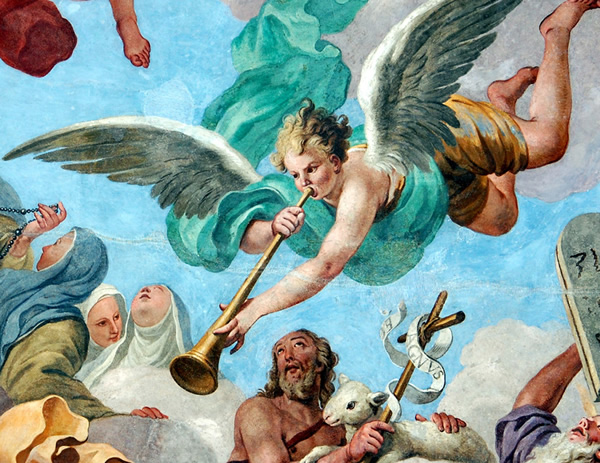
La Glòria de sant Vicent, 1717, detall dels frescs de l'església de Sant Vicent Ferrer, Nicòsia

El moment exacte de la partida i els detalls de la seua ruta cap a Itàlia no són clars. És probable que passàs per Roma segons confirmaria una pintura de la seua mà, datada del 1703, que antigament es trobava al Duomo Consentino de Roma. També passà un temps a Nàpols i possiblement a Cosenza, Calàbria. Com a mínim estan registrades a Cosenza 20 obres que daten del 1703 a 1706. És possible que tingués algun vincle amb els membres locals de l'orde franciscà, ja que la majoria de les seues obres a Calàbria li les encarregà aquest orde religiós. De fet, aquestes obres datades pintades a Cosenza són el primer indici de la seua presència al sud d'Itàlia.
Les úniques pintures conegudes de Borremans a Nàpols són les decoracions al fresc del creuer de Santa Caterina a Formiello, datat del voltant del 1708-09. Reemplaçà Giuseppe Simonelli, que havia mort poc abans i havia començat la decoració del creuer. El tema de la sèrie són històries de la vida de Doménec de Guzmán.
Degué fer-se famós a Nàpols, perquè la Selva poetica de 1713, de Giuseppe D'Alessandro, duc de Peschiolanciano, incloïa un poema dedicat a l'artista titulat "In lode del Signor Guglielmo Borremans, famoso pittore fiammingo" ('En elogi al Sr. Guglielmo Borremans, cèlebre pintor flamenc'). Els versos finals es refereixen a les habilitats de Borremans per eternitzar els vius i reviure els morts, que suggereix les seues activitats com a retratista a Nàpols. Fins hui no s'han atribuït retrats pintats a l'artista, tret del de mig cos de l'arxipreste Raffaele Riccobene al retaule de la Immaculada amb àngels i sants de l'altar major de la seu de Caltanissetta. Riccobene n'havia finançat l'ornamentació.

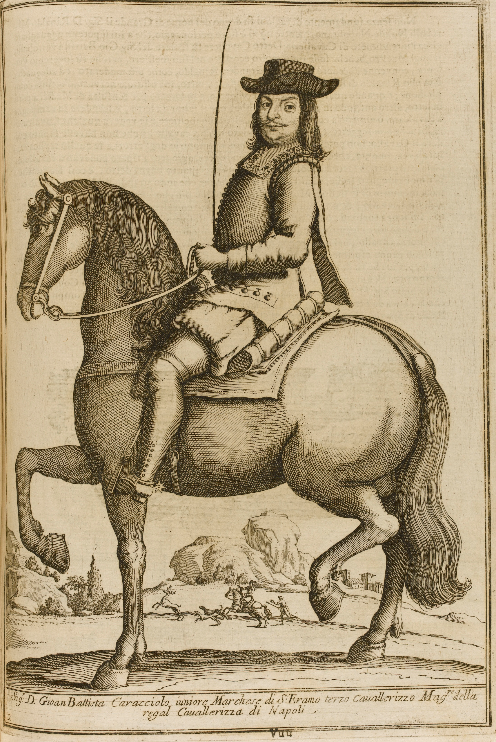
Don Giovanni Battista Caracciolo

El duc de Peschiolanciano tingué una gran relació amb l'artista. Degué convidar Borremans a dissenyar les il·lustracions incloses en el llibre del duc sobre hípica, Pietra Paragone de cavalieri, editat a Nàpols al 1711. Aquesta obra conté moltes imatges relacionades amb l'hípica realitzades pel prominent gravador napolità Francesco De Grado seguint els dissenys de Borremans. El llibre també inclou retrats, 14 dels quals són eqüestres i 14 de bust. És possible que la referència en el poema del duc als retrats de Borremans es relacione amb aquests dissenys pel seu Pietra Paragone de cavalieri.
Borremans es mudà a Sicília i a Palerm li van encarregar que pintàs un fresc al sostre de l'església de Nostra Senyora de la Volta al 1714. A Sicília rebé molts encàrrecs per decorar esglésies locals i palaus de personalitats prominents. També pintà molts llenços. Degué tenir-hi un taller important. Va treballar en diversos pobles de Sicília fora de Palerm, incloent-hi Nicòsia, Catània, Enna, Caltanissetta, Buccheri, Caccamo i Alcamo. Alguns dels seus projectes més importants foren les decoracions de l'església de Sant Ranieri i del santuari de Quaranta Martiri Pisani de Palerm, un encàrrec que començà al 1725. En aquesta església empra gran profusió d'or i estuc per a crear una de les decoracions barroques més riques i luxoses de Sicília. Aquest és l'únic treball que signa amb una referència a la seua terra natal: "Guglielmus Borremans Antuerpiensis Pinxit" ('Guglielmo Borremans d'Anvers [el] pintà').

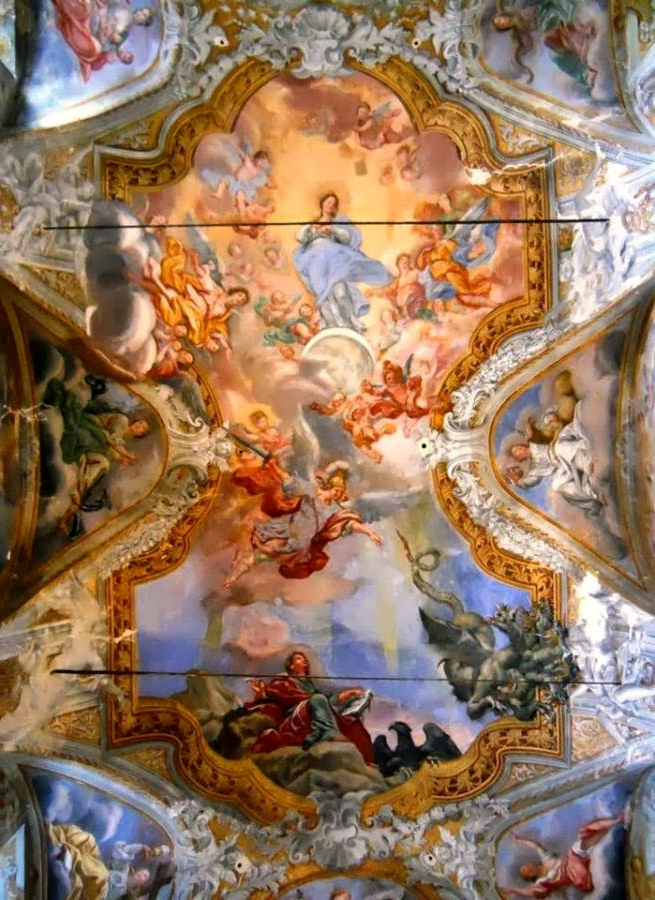
L'Asumpció de Maria

A Palerm, pinta al 1733-34 algunes sales del palau de l'arquebisbe que s'han conservat parcialment. Treballà en una sèrie de projectes laics. Participà en la decoració d'alguns edificis aristocràtics que culminaren en els frescs del sostre de la galeria principal del Palazzo dei Principi di Cattolica de Palerm. Al 1733 el cridaren com a expert per resoldre una disputa entre dos pintors sicilians, Venerando Costanza i Pietro Paolo Vasta, que competien per la decoració de l'interior de la catedral d'Acireale. Es decidí a favor de Vasta. Participà en una competició semblant amb Olivio Sòzzi sobre la decoració de la catedral d'Alcamo. Hi guanyà gràcies al suport dels mecenes.
En la darrera part de la seua vida, Borremans desaccelerà el ritme frenètic de les seues activitats i es documenten menys treballs durant aquest període. Borremans mor el 17 d'abril del 1744 i l'enterren a l'església dels Caputxins de Palerm.
El seu fill Luigi, que segurament aprengué i treballà amb ell, continuà el costum del seu pare i creà vasts cicles decoratius per a les esglésies locals. L'activitat de Luigi és coneguda pels frescs signats i datats del 1747 situats a Caltanissetta. Al seu net Guglielmo el Jove se li atribueixen ampliacions de les pintures de la catedral d'Enna, que en gran part es consideren procedents de Guglielmo el Vell.

## Treball
Quasi tota la seua obra coneguda la realitzà i es troba al sud d'Itàlia. La majoria de les seues obres representen temes religiosos i, en menor grau, mitològics. Fou elogiat com a retratista durant la seua residència a Nàpols, però a hores d'ara no se li atribueixen retrats pintats.

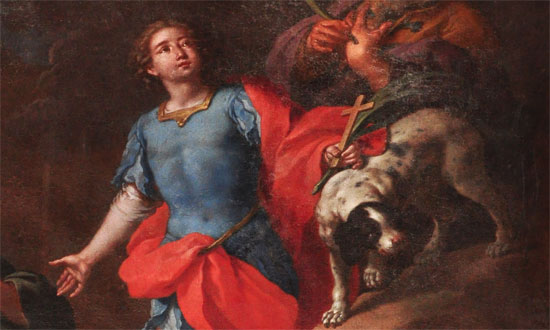
Sant Vito

Guglielmo Borremans era únic, ja que com a pintor flamenc que no va ser educat en la tècnica i l'art de la pintura al fresc, fou capaç d'establir-se com un dels principals pintors de frescs al sud d'Itàlia al segle xviii. És possible que hagués aprés la tècnica del fresc del seu mestre Peter van Lint, que durant la seua estada a Itàlia pintà al fresc la capella Cybo-Soderini de la basílica de Santa Maria del Popolo de Roma. També feu obres sobre llenç. Moltes obres seues s'han perdut destruïdes per la guerra i la manca d'una restauració adequada. També aplicava els pigments en capes més primes que els pintors autòctons, i això pogué contribuir a una deterioració més ràpida.
Les seues primeres obres mostren el seu deute amb l'escola barroca flamenca i en particular amb el treball de Rubens. Més tard, el seu estil absorbí influències locals i contemporànies i evoluciona cap al llenguatge barroc que era popular al sud d'Itàlia llavors. Els seus treballs juvenils mostren la seua dependència de la tradició de Rubens, continuada pels deixebles Anton van Dyck i Jacob Jordaens. En aquest període primerenc sembla que estava lliure de la influència italiana, tot i que mostrà la influència indirecta de l'art italià tal com el transmetia el seu mestre Pieter van Lint. El seu treball d'aquesta època era prop de l'art italià d'influència flamenca centrat a Gènova. En La disputa de santa Caterina d'Alexandria amb els filòsofs davant l'emperador Maxenci s'acosta a les obres de Peter van Lint, com en Crist sanant un coix a l'estany de Betesda (1640, Museu d'Història de l'Art de Viena).

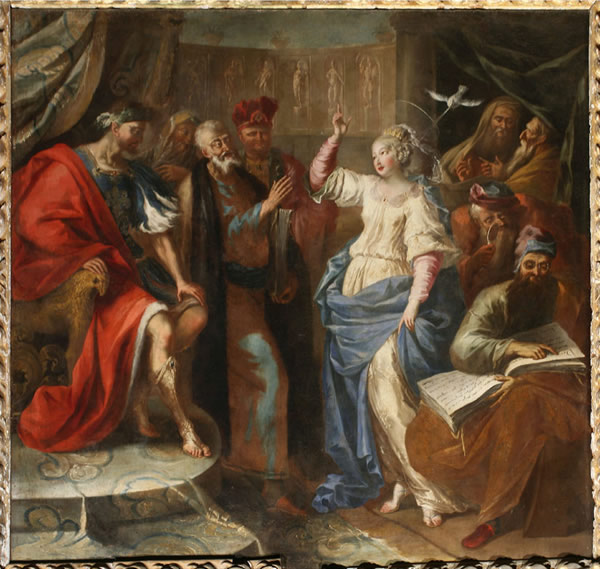
Disputa de santa Caterina d'Alexandria amb els filòsofs davant Maxenci

Les peces creades a Cosenza al 1703-1706 mostren una base estilísticament flamenca sobre la qual s'ha col·locat una capa de sensibilitat prerococó. Alhora, les obres revelen algunes traces manieristes tardanes, segurament provinents de Peter van Lint i visibles en les allargades i gràcils figures. Aquestes obres tenen una gran originalitat en el disseny i un exquisit colorisme. L'ús de Borremans de roigs brillants i barreges de gran cos, així com la representació detallada de les teles i les peces de flors demostren la seua herència flamenca del segle xvii. Aquests treballs també palesen similitud amb el treball d'altres alumnes de Van Lint, com Godfried Maes, el treball dels quals també revelava una tendència a allargar les formes i emprar temes suaus. Les seues pinzellades en aquestes obres són vives i les composicions equilibrades.
Les seues pintures de Nàpols, que daten del 1708-1709, s'assemblen a l'obra de Luigi Garzi, una influència romana que també pot ser resultat de la influència de seguidors de l'estil romà a Nàpols, com Lucca Giordano i Paolo de Matteis.

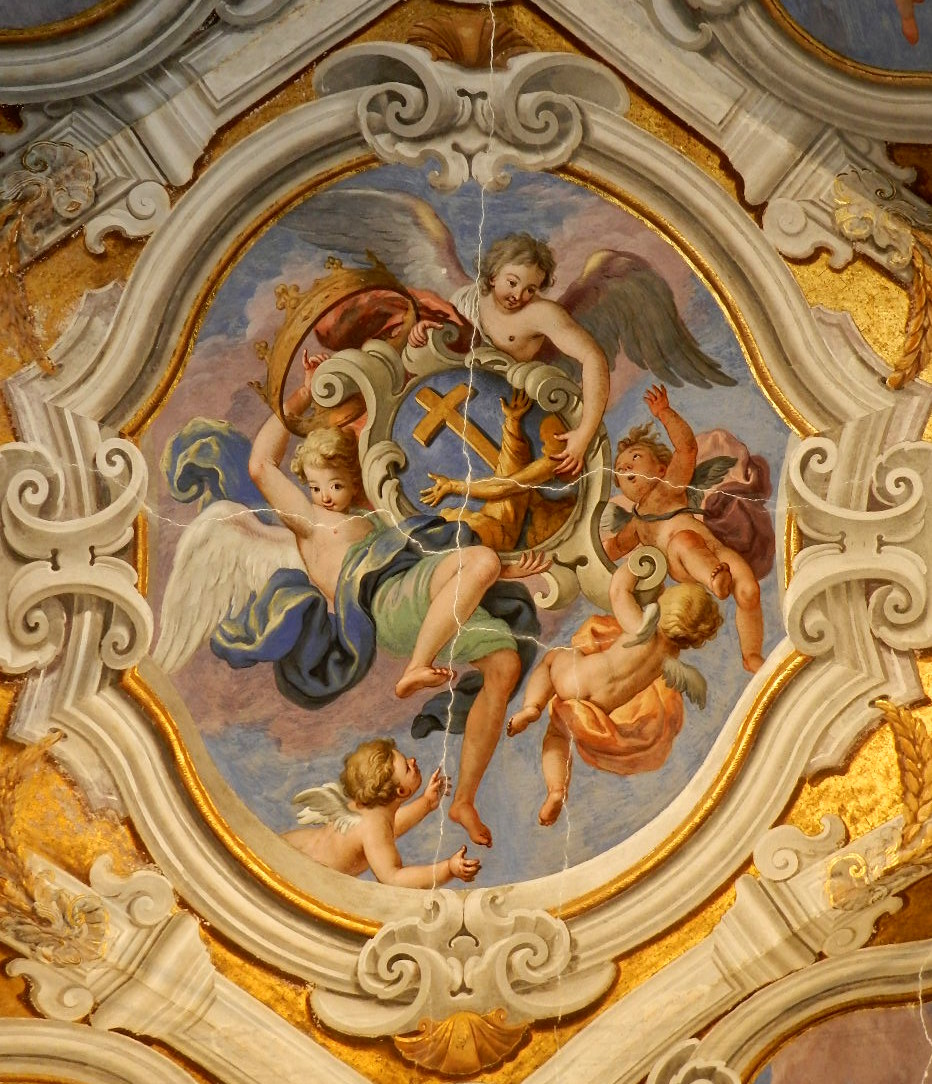
Emblema de l'Orde franciscà amb putti

Les seues obres mestres inclouen la notable sèrie de frescs de la basílica de Santa Maria Assumpta d'Alcamo, i els de les esglésies delle Animi Sante d'Enna, la de Sant Giuseppe de Leonforte i la de l'Assunta en Sant Giuseppe dels teatinos de Palerm.

## Treballs seleccionats
- Palerm, Sicília: frescs en l'església dei SS. Quaranta Martiri alla Guilla i l'església di S. Maria di Montevergini;
- Alcamo, Sicília: 38 frescos en l'església Mare o basílica di S. Maria Assunta;
- Catània, Sicília: Anunciació en l'esglési dei Minoriti;
- Caltanissetta, Sicília: frescs (iniciats al 1722) a la Catedral Santa Maria la Nova i a l'església de Santa Àgata;
- Nicòsia, Sicília: església di Sant Vincenzo Ferreri, el sostre de l'absis: una "Glòria de sant Vicent Ferrer", que data del 1717.